# 時空旅行 (曲)
「時空旅行」（じくうりょこう）は、LEGOLGELのデビューシングル。1999年3月3日にポリグラムから発売された。

## 概要
- TBS系列で放送されたテレビ番組『ワンダフル』内のアニメ枠で放送された『Petshop of Horrors』のオープニングテーマとして使用された[1]。
- カップリングの「melody」は、同アニメのエンディングテーマとして使用された。
- アニメのサウンドトラック『ペットショップ オブ ホラーズ オリジナル・サウンドトラック』も同日に発売された[2]。

## 収録曲
（全作詞：有森聡美、編曲：山口一久 & LEGOLGEL）
1. 時空旅行 [5:28]
作曲：山口一久
  - TBSテレビ系『ワンダフル』内アニメ『Petshop of Horrors』オープニングテーマ[3]
2. melody [5:11]
作曲：SEI
  - TBSテレビ系『ワンダフル』内アニメ『Petshop of Horrors』エンディングテーマ
3. 時空旅行 -instrumental- [5:27]

## 収録アルバム
| 曲名     | 収録アルバム                                                  | 発売日       | 規格品番  |
| -------- | ------------------------------------------------------------- | ------------ | --------- |
| 時空旅行 | 『ペットショップ オブ ホラーズ オリジナル・サウンドトラック』 | 1999年3月3日 | POCX-1114 |